# Yvonne Mitchell
Yvonne Mitchell, född 7 juli 1915 i London, England, död 24 mars 1979 i London, var en brittisk skådespelare.
Hon stod på scen sedan hon var fjorton år gammal. Hon blev uppmärksammad vid Old Vic från slutet av 1940-talet, där hon spelade en rad huvudroller från Ofelia i Hamlet till Eliza Doolittle i Pygmalion. 1950 framträdde hon just i rollen som Ofelia på Kronborg slott i Helsingör, Danmark, mot Michael Redgrave. Under fyra årtionden förblev hon en av Storbritanniens främsta scenaktriser. 
Hon gjorde sin filmdebut 1949, men filmade endast sporadiskt; för sin roll i The Divided Heart 1954 erhöll hon British Film Academy Award (BFA). Mitchell var också en ansedd skådespel- och novellförfattare. Hon avled i cancer, 63 år gammal.

## Filmografi i urval
- 1949 – Spader dam
- 1954 – The Divided Heart
- 1957 – Den andra kvinnan
- 1959 – Fallet Robbins
- 1959 – Farligt ögonvittne
- 1960 – Gröna nejlikan
- 1965 – Djingis Khan
- 1974 – Demons of the Mind
- 1975 – The Legend of Robin Hood (TV-serie)